# Citroën Survolt
De Citroën Survolt is een conceptauto van het Franse merk Citroën, die voor het eerst te zien was op de Autosalon van Genève in 2010. De auto combineert volgens Citroën de comfortabele elementen van de REVOLTe met hoge prestaties. De Survolt beschikt over een schone elektrische aandrijving, details hierover heeft Citroën niet vrij gegeven.